# Editores de Shakespeare

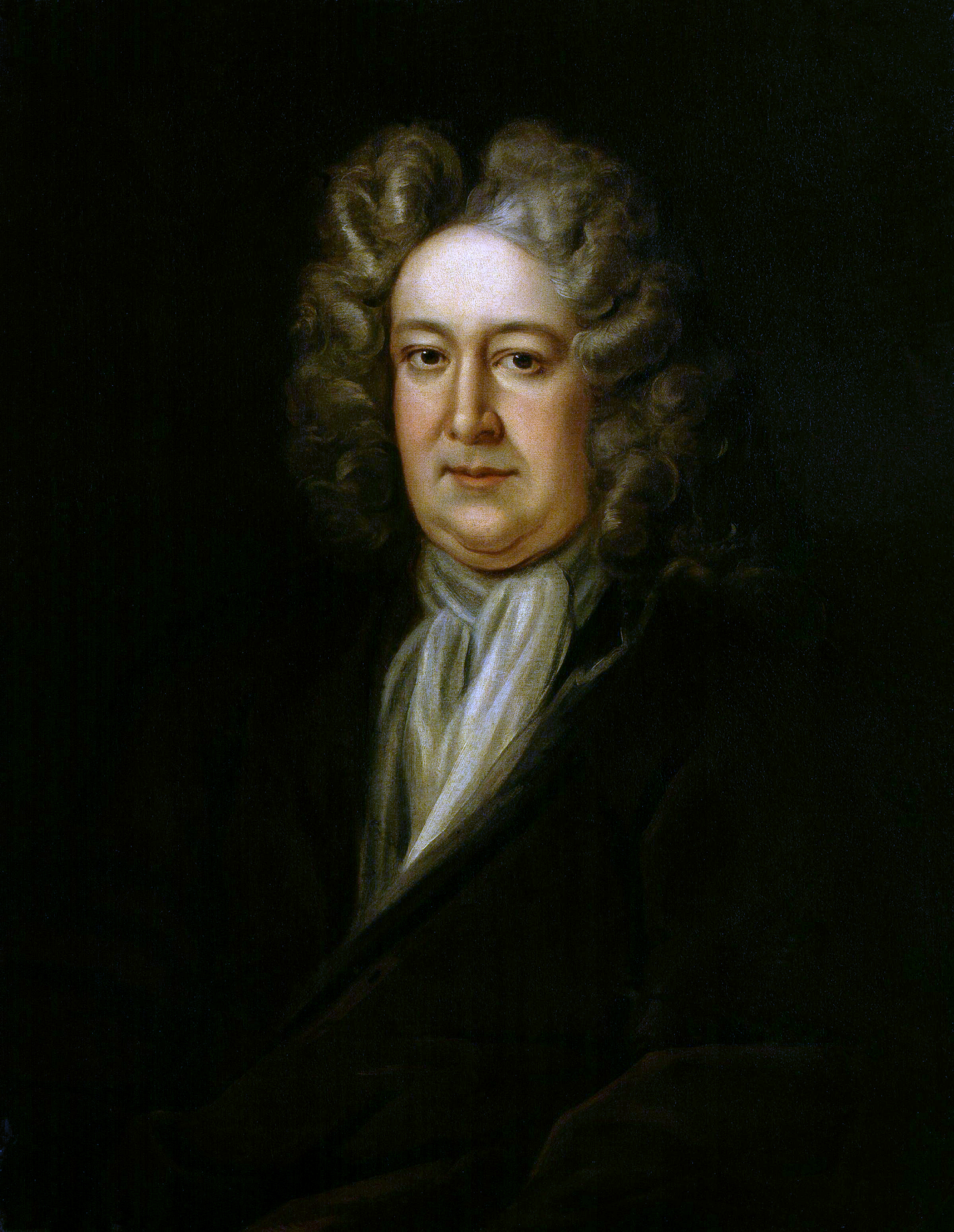
Nicholas Rowe, primero en intentar una edición crítica de las obras de Shakespeare

Los editores de Shakespeare fueron parte esencial del desarrollo de la práctica moderna de la producción de libros impresos y de la evolución de la crítica literaria.
Las recopilaciones "folio" de las obras de teatro de William Shakespeare del siglo XVII no tuvieron editores en el sentido moderno de la palabra. Según la opinión de los expertos más aceptada, las obras de teatro que debían ser incluidas en el First Folio (1623) fueron reunidas o "recopiladas" por John Heminges y Henry Condell, dos colegas de Shakespeare durante mucho tiempo en Los hombres del rey. Los manuscritos de la obra de teatro pueden haber sido revisados y preparados para su publicación por Edward Knight, el "bibliotecario" o apuntador de la compañía. La tarea de revisión y corrección de las auténticas páginas impresas del folio era encargada a los cajistas y editores de la imprenta, lo que tuvo como resultado el First Folio, con textos irregulares y, a menudo, llenos de fallos.
Todavía se sabe menos sobre la producción del Second Folio (1632), del Third Folio (1663/64) y del Fourth Folio (1685) que del First Folio; véase Folios y Quartos (Shakespeare).
Sin embargo, en el siglo XVIII, algunas personas interesadas en ello hicieron el primer intento coordinado para poner orden en la maraña de dificultades que presentaban los textos en los "folios" del siglo anterior, destacando en especial en este trabajo Lewis Theobald y Edmond Malone. La lista que sigue proporciona las fechas de cada edición de las obras de teatro de Shakespeare, su editor, el formato de la colección e información específica y pertinente.
- 1709, Nicholas Rowe; 6 volúmenes en octavo. Rowe fue el primero en intentar conseguir un texto limpio, completo e inteligible de las obras de teatro, pero dependía como fuente de una copia del Fourth Folio y llevó a cabo modificaciones generalmente basadas en conjeturas. También añadió instrucciones de escena completas (él también era dramaturgo) y las listas completas de Dramatis personae, y escribió el primer borrador de la biografía del poeta.
- 1725, Alexander Pope; 6 volúmenes en cuarto. Pope fue el primero en intentar recopilar los textos en formato cuartilla de las obras de teatro, aunque lo que produjo fue, básicamente, una reimpresión del trabajo de Rowe que no le añadía nada de valor y suavizó pasajes escabrosos.
- 1733, Lewis Theobald; 7 volúmenes en octavo (esto es, entre 16 y 22 cm.), 8 vols. en algunas ediciones. Theobald, que provenía del campo del helenismo y admiraba las ediciones de clásicos de Richard Bentley, ha sido denominado como "el primer estudioso de Shakespeare"; irritado por los excesos, ligerezas y errores de Pope, llevó adelante la ingente tarea de cotejar las ediciones infolio (33 cm. o más), las sueltas y los manuscritos, deshizo las deturpaciones de los editores anteriores, siguió el método filológico, comparando con la lengua de la época, restituyó sin inventar nada el texto corrupto y comenzó el estudio de las fuentes de Shakespeare y el orden de composición de sus obras teatrales, ayudado por el obispo William Waburton, quien editaría el mismo su propia versión. (Véase Cronología de las obras de teatro de Shakespeare).
- 1744, Thomas Hanmer; 6 volúmenes en cuarto (de 23 a 32 cm.). Hanmer se basó en el texto de Theobald y realizó correcciones fundadas en conjeturas. Su edición fue reimpresa en 1770.
- 1747, William Warburton; 8 volúmenes en octavo. El "altanero" Warburton también se basó en el trabajo de Theobald, al tiempo que hacía críticas sobre él, e hizo sus propias modificaciones que eran, a veces, caprichosas. En 1748 Thomas Edwards publicó su Supplement to Warburton's Edition of Shakespeare / Suplemento a la edición de la obra de Shakespeare de Warburton, en ediciones posteriores titulado The Canons of Criticism / Los cánones de la crítica, que era una exposición satírica de los errores de Warburton.
- 1765, Samuel Johnson, The Plays of William Shakespeare; 8 volúmenes en octavo. Johnson a su vez se basó en Warburton; su edición es digna de destacar sobre todo por su famoso prefacio.
- 1768, Edward Capell; 10 volúmenes en octavo. Consternado por las enmiendas sin fundamento de Hanmer y Warburton, a Capell le llevó tres decenios recopilar y poner en orden las cuartillas. También fue el primero en sacar provecho del registro de los libreros y del Palladis Tamia de Francisco Meres, para explorar el uso que Shakespeare había hecho de Chronicles de Raphael Holinshed y de la traducción de las Vidas paralelas de Plutarco de sir Thomas North.
- 1773, George Steevens; 10 volúmenes en octavo. Steevens empleó el texto de Johnson, pero continuó con la moda de Capell de añadir nuevo material. Steevens revisó y rehízo su edición en 1778; en 1780 Edmond Malone añadió otros 2 volúmenes que contenían poemas no dramáticos de Shakespeare y otros materiales. Isaac Reed revisó la edición Steevens de nuevo en 1785, y el mismo Steevens produjo una última revisión, de 15 volúmenes, en 1793.
- 1790, Edmond Malone; 10 volúmenes en octavo. Malone, a menudo considerado el mejor de los editores de Shakespeare del siglo, escribió la primera consideración general del teatro del Renacimiento inglés, recurriendo a los registros del "maestro de los deleites" y documentos de Edward Alleyn de la Universidad de Dulwich. También es conocido por su trabajo para atajar el problema de la cronología.

A principios del siglo XIX aparecieron las primeras ediciones "variorum" de las obras de Shakespeare, las cuales agrupaban y sintetizaban los esfuerzos de los editores del siglo anterior:
- 1803, la edición del First Variorum, editado por Isaac Reed; 21 volúmenes.
- 1813, el Second Variorum, reimpresión del primero; 21 volúmenes.
- 1821, el Third Variorum, editado por James Boswell; 21 volúmenes

Estas ediciones masivas sentaron las bases de los modernos textos de estudio sobre las obras de Shakespeare y, por extensión, sobre las obras de literatura en general. En el siglo XIX el texto, publicado principalmente por Malone y Steevens, se convirtió en "monumental" en su edición de Cambridge (1863/66) y su manual de un solo volumen, la edición del Globe de 1864. Le siguió la edición de New Cambridge en 1921, siendo todas las ediciones estándar modernas herederas de esta edición, principalmente.
En cuanto a las personas que participaron en ellas, algunos de estos hombres eran amigos, como Steevens, Reed y Malone; quienes los conocían los llamaban "la cuadrilla de Shakespeare". Otros nutrían un espíritu de competitividad y resentimiento. Pope convirtió a Theobald en el héroe principal de la Dunciada. Warburton menospreció "Relato de la vida" de Shakespeare de Rowe,... pero lo reimprimió en su propia edición, sin cambio o mejoría. A pesar de su amistad con Malone y Reed, Steevens fue famoso por su irascibilidad; en las notas a su edición de 1793 de Shakespeare, inventó interpretaciones obscenas de algunos pasajes y asignó esas lecturas a personas que no eran de su agrado.
La siguiente edición importante, el Cambridge Shakespeare (1863-66), se apartó de la tradición de contar con un único editor que seguía, a veces caprichosamente, sus propios instintos y juicios. El primer volumen del Cambridge Shakespeare fue editado por William George Clark y John Glover, y los subsiguientes ocho volúmenes por Clark y William Aldis Wright. Clark y Wright también produjeron el único volumen de Globe Shakespeare (1864), utilizando sus textos de Cambridge; en conjunto, éstos se convirtieron en el estándar para el resto del siglo.
La edición más radical del siglo XX fue la de Oxford Shakespeare, preparada bajo la dirección editorial de Stanley Wells y Gary Taylor. Su objetivo es presentar los textos tal y como fueron representados originalmente, lo que produjo muchas decisiones controversiales, incluida la impresión de múltiples versiones de El rey Lear, una versión de Hamlet en la que se relegan a un apéndice las escenas supuestamente cortadas por Shakespeare y el énfasis que pone en el origen colaborativo de varias de sus obras de teatro.